# Жерар, Франсуа Антуан Кристоф
Франсуа Антуан Кристоф Жерар (фр.  François-Antoine-Christophe Gérard; 25 июля 1786, Нанси — 23 декабря 1856, замок des Ormes, Saint-Avit-les-Guespières, Эр и Луар) — офицер французской армии периодов Наполеоновских войн и Реставрации, Июльской монархии и Второй республики. По заявлению Наполеона, Жерар — «Герой (обороны) Суасона». Впоследствии военный советник в армиях Греческой республики и Бельгии.
Будучи королевским генералом, подавил восстание рабочих Руана во время революции 1848 года, состоял в филэллинском комитете идущем наперекор политике Священного союза и в 1825 году доставил боеприпасы в восставшую Грецию, он же, соучастник заговора, который привёл к убийству первого президента Греции, И. Каподистрии.

## Семья
Франсуа Антуан Кристоф Жерар родился в 1786 году в Нанси. Его отец (также) именовался Франсуа Жерар, мать Marie Elisabeth Gabriel. Согласно греческой «Гетерии Эллинизма и Филэллинизма», Франсуа Жерар (младший) приходился племянником будущему военному министру и маршалу, графу и филэллину Этьен-Морису Жерару.

## Наполеоновские войны

### Кампании 1804—1813 годов

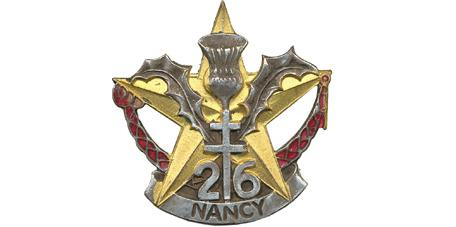
Эмблема 26-го пехотного полка

22 ноября 1804 года Жерар вступил в 61-й пехотный линейный полк. Стал капралом (фуражир) в 1805 году, в 1806 году перешёл в 26-й полк лёгкой пехоты. Был повышен в звание фельдфебеля в 1806 году, второго лейтенанта в 1807 году и лейтенанта в 1809 году. Принял участие в германской кампании (1805), кампании Пруссии и Польши 1806—1807 годов, кампании Германии и Австрии (1809).
Был ранен в бою у Hoff 8 февраля 1807 года, в сражении под Асперном 21 мая 1809 года и в Ваграмской битве 9 июля 1809 года.
Он был награждён Орденом Почётного легиона 28 июля 1809 года и стал адъютантом генерала Пуже (Sigismond du Pouget de Nadaillac) 5 августа 1809 года.
Принял участие в российской кампании 1812 года, где получил звание капитана 18 июня 1812 года и отличился под Полоцком.
20 февраля 1813 года, в начале немецкой кампании, он был назначен заместителем штаба корпуса Эльбы, но 21 мая, по состоянию здоровья, был обязан вернуться во Францию.

### Кампания 1814 года

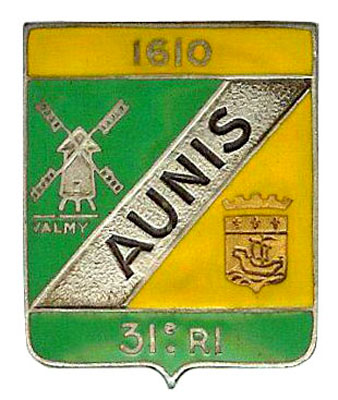
Эмблема 31-го пехотного полка

14 декабря 1813 года, он был назначен командиром батальона 31-го линейного пехотного полка. 6 февраля 1814 года, ему было поручено командование смешанным отрядом в составе батальона гренадеров, двух пушек и эскадрона гусар, для прикрытия отступления из Труа к Ножан-сюр-Сен.
12 февраля 1814 года, во главе батальона гренадеров он в течение 12 часов держал оборону моста Ножен. После чего он вернулся к командованию своим батальоном в 31-м полку и принял участие в боях при Nangis и Mormant 17 февраля.
В марте 1814 года, Жерару было поручено командование Суасоном. Этот город со старыми и плохо сохранившимися укреплениями был осаждён и взят дважды армиями Шестой коалиции; капитуляция генерала Жана-Клода Моро, 3 марта 1814 года, осложнила операции Наполеона и позволила армии Блюхера к северу от Эна вырваться из окружения. Наполеон, осознавая стратегическое значение этого городка, был обязан восстановить его оборонительные возможности.
6 марта, император написал военному министру Кларку, прося его назначить на этот пост «молодого офицера в звании полковника или командира батальона, и чтобы этот выбор был максимально удачным из-за высокой важности поста». Министр назначил Жерара, по словам Кларка «активного, умного и преданного молодого человека». Гарнизон был увеличен до 2 тысяч пехотинцев и 100 кавалеристов, была обещана мощная артиллерийская поддержка. Жерар прибыл в Суасон 10 марта.
После сражений при Краоне и при Лаоне Наполеон понёс тяжёлые потери и не смог уничтожить русско-прусскую армию, после чего французская армия пересекла Эну, чтобы вновь столкнуться с армией большой коалиции к юго-востоку от Парижа. Армия Наполеона прибыла в Суасон 11 марта, измученная голодная и переполненная раненными и умирающими. Наполеон с Жераром немедленно посетили валы и император отдал приказ чтобы город получил все необходимые ресурсы. Сусон до того принял 1060 солдат из императорской гвардии, батальон 400 человек из 70-го пехотного полка, 120 артиллеристов, 59 польских сапёров и отряд инженерных войск.

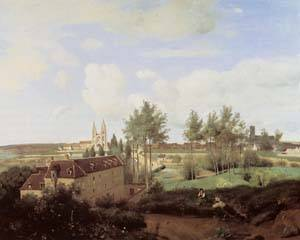
Сусон, холст художника Коро, Камиль, 1833

18 марта 1814 года Жерар совершил проверку своего гарнизона и дал клятву умереть, но не сдаться, Клятва была подхвачена всем отрядом.
Осада Суасона III корпусом прусской армии под командованием Фридриха Вильгельма Бюлова, длилась с 20 по 31 марта. Прусская историография 9-го гренадёрского полка « граф Гнейзенау» отмечает что «до 30 марта Сусон каждый день подвергался сильным бомбардировкам, противник совершал частые вылазки, стрельба не прекращалась. Полк потерял там много людей».
Утром 30 марта осаждённые с удивлением обнаружили что вражеские траншей пусты: пруссаки отошли в направлении к Компьень, чтобы принять участие в последних операциях сражения за Париж. Французы спешно разрушили все осадные сооружения, чтобы предотвратить повторное наступление. С 31 марта пруссаки напоминали о себе лишь немногими пушечными выстрелами с высот Presles.
Город, отрезанный от внешнего мира, подвергся блокаде, сопровождаемой перестрелками до 13 апреля : генерал ДАбовиль прибыл из Парижа с инструкциями временного правительства Талейрана. Он официально информировал Жерара об отречении Наполеона и Реставрации Бурбонов подписавших мир с союзниками. 15 апреля Жерар подписал перемирие с прусским генерал-лейтенантом фон Борстелем. Было согласовано, что пруссаки не будут оккупировать город, будут пересекать его под конвоем и что французы установят для них лодочную переправу (мост) неподалёку от города; кроме того, союзники предоставят продовольствие для 4000 тысяч солдат гарнизона и корм для 400 лошадей, и что пленные будут безоговорочно возвращены с обеих сторон.
17 апреля Жерар и гарнизон принесли присягу на верность Людовику XVIII. 22 апреля союзники вывели свои войска с окраин Сусона, единственного не оккупированного города в департаменте. 10 000 пруссаков генерала фон Борстеля перешли Эну по лодочному мосту построенному за пределами города, в то время как артиллерия и обозы прошли по городскому мосту. Генерал фон Борстель получил возможность посетить город и высказать Жерару своё восхищение за его доблестную оборону. Вскоре по лодочному мосту прошли и 40 тысяч русских.
После осады Суасона, Жерар был переведен в 32-й линейный полк. Он был произведен в полковники 15 января 1815 года и назначен командиром гарнизона Санса.

### Сто дней
Сто дней Наполеона и его возвращение к власти привели к новой войне с седьмой коалицией. 18 мая, Жерара снова отправили в Суасон и назначили его командиром гарнизона с 1 июня.
Он прибыл в город 25 мая. Гарнизон состоял из 3 батальонов Национальной гвардии из Эр и Луар и Луаре, двух польских полков, пехотного и кавалерийского, и отряда из 34-го пехотного полка. 12 июня Наполеон переправился через Суасон чтобы принять командование Северной армией в бельгийской кампании, которая быстро завершилась битвой при Ватерлоо.
27 июня, французский штаб снова пересёк Сусон с остатками армии Ватерлоо, к которым присоединился корпус Груши, для последней попытки защитить Париж. Союзная армия пошла в погоню в обход Суасона, который подвергся осаде русским корпусом генерала П. Н. Ушакова.
После второго отречения Наполеона, хотя гарнизон подчинился Людовику XVIII 20 июля, осада была снята лишь 10 августа благодаря вмешательству военного министра Louis Sébastien Grundler, который вёл переговоры с русским генералом. Русская оккупация Суасона была более мягкой, по сравнению с прусской оккупацией Лан (город).
1 сентября 1815 года, Жерар был включён в список демобилизованных и отправленных по своим домам.

## Первая миссия в Грецию

Флаг Греции в 1822—1978 гг.

19 сентября 1821 года, Жерар был награждён Орденом Святого Людовика. Вскоре после этого он был отозван на действительную службу: 14 ноября 1821 года, он был назначен командиром 43-го пехотного полка, а 4 апреля 1823 года, командиром 64-го пехотного полка.
Между тем, весной 1821 года началась Освободительная война Греции, которая наперекор политике Священного союза европейских монархий, вызвала в либеральных кругах Европы движение филэллинизма.
Ambroise Firmin Didot (1790—1876) «успокаивал» монархов — «здесь речь не идёт о правах монархов»:534.
Он писал что Европа «должна Греции» ещё с итальянского Возрождения -
«Настал час выплатить Священный долг …
Дело греков это дело всего человечества, науки, христианства и Свободы дело цивилизации против варварства…..
Этот народ возвращается, чтобы вернуть своё место среди цивилизованных наций. Цвет его молодёжи умирает со славой, свидетельствуя о том, что она достойна своих предков, триумфы возрождаемого флота над турками напоминают славные подвиги древности»:533.
Одним из первых и активных членов филэллинского комитета Парижа стал дядя Жерара, граф Этьен-Морис. Жерар последовал за своим родственником. Греческие источники, которые почерпнули эту информацию из архивов французской полиции, пишут что в конце 1825 года, Жерар прибыл в Грецию сопровождая груз боеприпасов для восставших греков. Он оставался в Греции 9 месяцев, но детали его пребывания и деятельности требуют дальнейшего исследования..

## Вторая миссия в Грецию
Освободительная война греков находилась на завершающем этапе, но военная и геополитическая обстановка была чрезвычайно сложной. Греческая революция нарушила статус установленный Священным союзом, выстояла в многолетней борьбе против Османской империи, но продолжающаяся война на юге Балканского полуострова и в Архипелаге, а также действия греческих повстанцев вплоть до Бейрута и греческого флота вплоть до Александрии создали серьёзные проблемы коммерции и мореплаванию.
Продолжающаяся война способствовала и пиратству, в котором, как пишет П. Паспалиарис, «по слухам, в той или иной мере была замешана четверть голодающего греческого населения».
Не сумев предотвратить Греческую революцию, Великие державы стали ориентироваться на создание маленького автономного греческого государства, подобного Дунайским княжествам. При этом границы этого государства не должны были выходить за пределы полуострова Пелопоннес. Особенно усердной в этом вопросе была Британская империя.
Посланные в регион для принуждения к миру, а не для поддержки греческих повстанцев, одновременно с Наваринским сражением, «достойного сожаления несчастным случаем» как британская дипломатия именовала его в своих извинениях султану:Г-422 эскадры «Великих держав» препятствовали греческим операциям на Хиосе и Крите.
Французский филэллин Шарль Фавье, не сумевший в короткий срок взять крепость Хиоса, после демарша английского, французского и российского адмиралов, был вынужден эвакуировать свой экспедиционный корпус с острова:Δ-406.
В 1829 году, правительство Карла X решило принять активную роль в греческих делах и по согласованию с союзниками отправило в Морею (Пелопоннес) экспедиционный корпус под командованием маршала Мезона, который номинально имел своей единственной задачей проконтролировать эвакуацию египетской армии Ибрагима-паши. Всякая мысль о выходе армии Мезона за пределы Пелопоннеса пресекалась британской дипломатией:Δ-100.
6 сентября 1829 года, Жерар служивший при штабе корпуса Мезона был командирован в качестве военного советника для организации регулярной греческой армии. Он стал генерал-адъютантом (начальником штаба) И. Каподистрии, президента Греческой республики, который повысил его в звание бригадного генерала. На тот момент командующим регулярной армии был другой француз, генерал Trézel, которого Жерар сменил на этом посту в сентябре 1830 года.. Иррегулярные войска, отважные но недисциплинированные клефты, в результате мира остались без средств, что способствовало грабежам.
Новое греческое правительство сумело свести их в тысячи и полутысячи.
Следуя организационному плану Жерара, с сентября 1829 года иррегулярные тысячи были заменены 20 лёгкими батальонами в составе 4 рот каждый, которые последовательно стали направляться на только что установленные границы Греции. Жерар также предложил создание регулярного Образцового батальона. Согласно К. Вакалопулосу, в своих реформах Жерар использовал предложения Н. Касомулиса и других сотников которые оставались вне армии. Гетерия признаёт что Жерар трудился настойчиво и преданно с целью создания регулярной армии, поддерживаемый военным министром П. Родиосом и самим Каподистрией. Он держал в курсе дел посла Франции, военного министра Франции и министра иностранных дел.
Из переписки следует, что его назначение было результатом соглашения от 1/13 апреля 1829 года между генералом Мезоном и Каподистрией, с ведома французского правительства.
Но финансовое положение Греческой республики было неустойчивым потому что французский министр Полиньяк урезал финансирование утверждённое его предшественником Огюстом; для его восстановления потребовалось голосование в Палате депутатов. Солдаты расположенных в Элефсисе частей были готовы восстать, по причине распространившихся слухов, согласно которым, включив их в регулярную армию, правительство намерено лишить их пособий на которые они имели право за свою предыдущую службу. Мятежники собрались на острове Саламин. Однако когда Каподистрия с Жераром высадились в Амбелакиа на Саламине, солдаты приветствовали их радостными криками и согласились вступить в регулярную армию если им пообещают выплатить задолженность; Жерар вскоре свёл их 6 новых полутысч которые приняли присягу на равнине у Мегара перед президентом и епископами Дервенохорья и Фив.

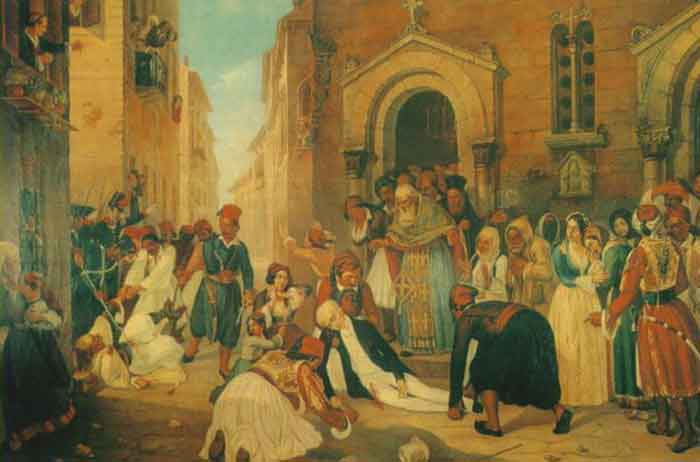
Художник Дионисиос Цокос (1814—1862). Убийство Иоанна Каподистрии.

Июльская монархия продолжила поддерживать Греческую республику. Однако президент Каподистрия столкнулся с растущей оппозицией, которая нашла поддержку во Франции. Его усилия по подавлению бандитизма пиратства, бывших важными источниками доходов различных греческих слоёв населения, создали ему проблемы в отношениях с могущественным кланом Мавромихалисов и вождей Мани и Идры. 1 мая 1831 года, в Средней Греции вспыхнуло восстание во имя конституционных принципов. Адмирал Миаулис Андреас-Вокос захватил корабли стоявшие на острове Порос чтобы предотвратить экспедицию против восставших. Каподистрия обратился к державам — гарантам греческой автономии. Командующие британской и французской эскадр отказались действовать против флота Миаулиса, в то время как эскадра российского флота под командованием П. И. Рикорда 25 июля 1831 года разбомбила Порос и высадила войска которые разграбили город.
Российское вмешательство обеспокоило англичан и французов, а Жерар публично осудил разграбление Пороса. Однако как следует из переписки Жерара с графом de Bourmont, несмотря на политическое противостояние Франции с Каподистрией, Жерар продолжал относиться к Каподистрии с большим уважением и признавал его «самоотверженность, которой можно только восхищаться».
9 октября 1831 года, перед церквушкой Св. Спиридона в Нафплионе, И. Каподистрия был убит Константином и Георгием Мавромихалисами; Константин был убит на месте; Георгий укрылся в доме посла Франции Руана, в то время как разъяренная толпа во главе с Августином Каподистрией;, братом президента, требовала чтобы он был передан греческому правосудию.
Жерар и Руан успокаивали убийцу, что он находится под защитой французского флага:Δ-254.
Спилиадис в своих мемуарах пишет, что считает подозрительным тот факт, что за день до убийства, Жерар назначил на следующий день в 6 утра сбор своих частей за городом, но без боеприпасов. Согласно Спилиадису, это был сознательный шаг нейтрализации армии в критический момент:Δ-254.
При этом как пишет профессор истории Веремис, в ходе расследования генерал Жерар и посол Руан пытались защитить убийцу, в силу чего Августин Каподистрия требовал выдворить Жерара.
Адъютант Жерара, Каламогдартис, спровоцировал толпу оправдывая убийцу, после чего толпа двинулась против адъютанта и самого Жерара, который бежал и спешно скрылся среди своих солдат, выкрикивая по незнанию языка франко-греческую фразу «бон, педья» (хорошо, ребята):Δ-254.
Убийца был осуждён и казнён 23 октября 1831 года. Августин Каподистрия обвинил Францию и Великобританию как заказчиков убийства президента, полковник Жерар, подозревался в соучастии; маршал Сульт, возглавлявший французское правительство, должен был опубликовать опровержение.
Доктор исторических наук Аннита Прасса, рассматривая события в рамках геополитического противостоянии Франции с Россией на территории возрождающегося греческого государства, в своей статье «Физические преступники были раскрыты, моральные никогда», уверенно подчёркивает роль Жерара в убийстве Каподистрии и его попытки передать контроль в стране французской армии (Мезона).
В издании «Гетерии» отмечается, что благодаря авторитету среди греков своего дяди филэллина, даже после убийства Каподистрии, Жерар оставался в Греции ещё несколько месяцев.
Однако в общественном мнении в Навплионе господствовала уверенность, что Франция подтолкнула Мавромихалисов к убийству, даже сдержанный в своих заключениях Т. Колокотро́нис, именовал Жерара «коварным». Принявший власть временный триумвират вынудил Жерара подать в отставку и заключил в тюрьму его адъютанта, Каламогдартиса:Δ-256.
Жерар подал в отставку 28 октября/9 ноября 1831 года и своим письмом в тот же день обязал всех французов служивших на тот момент в греческой армии вернуться в штаб корпуса Мезона в Метони.

## Бельгийская миссия
По возвращении из Греции, Жерар был назначен 9 сентября 1832 года в 22-й линейный пехотный полк. Он принял участие в осаде цитадели Антверпена, где французский экспедиционный корпус под командованием маршала Этьена-Мориса Жерара, был ответственным за выбивание войск королевства Нидерландов сопротивлявшихся бельгийским сепаратистам.

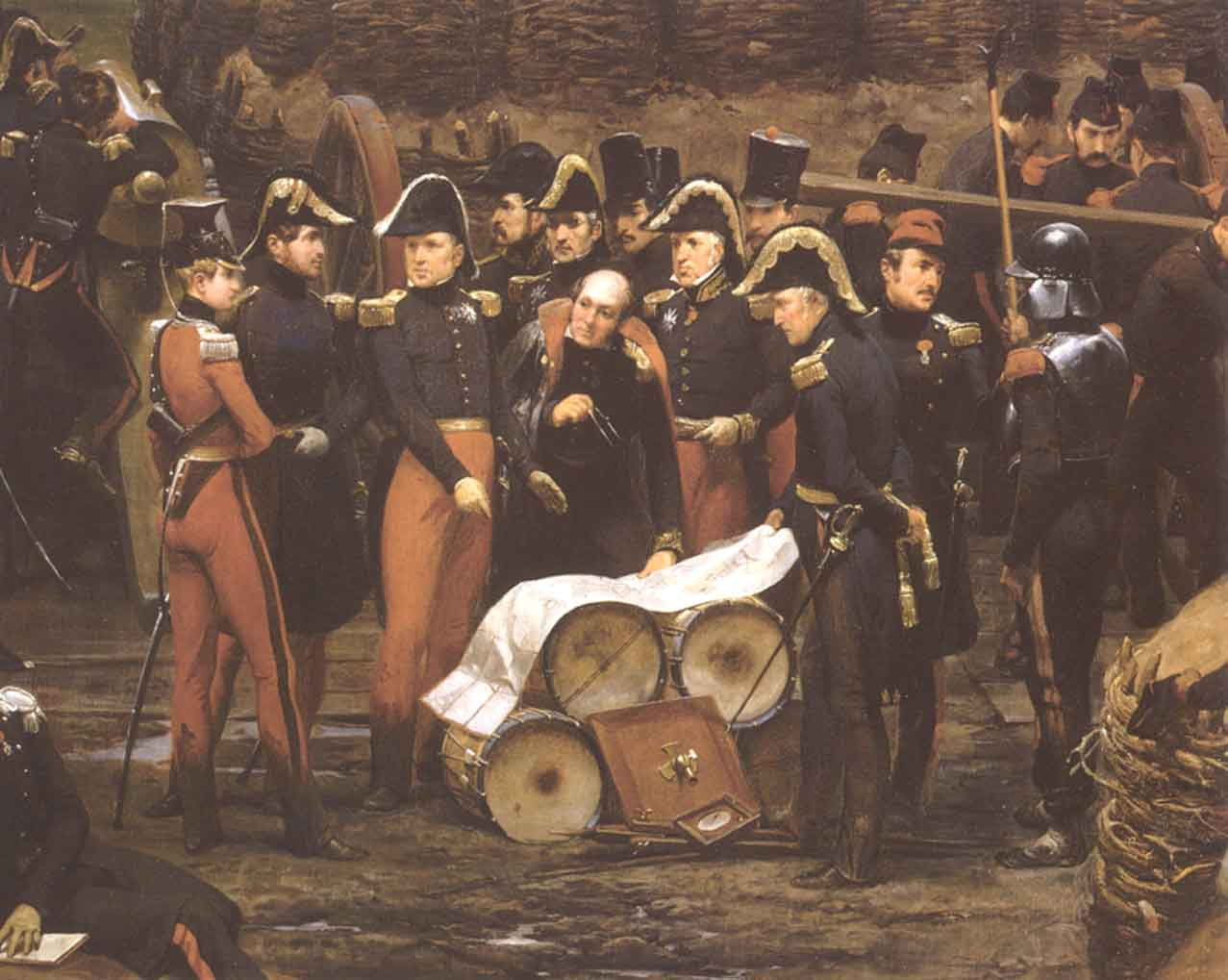
Этьен-Морис Жерар при осаде Антверпена

9 января 1833 года, полковник Жерар был повышен в звании и 18 января прикомандирован к новой бельгийской армии, где с 1833 по 1839 год командовал пехотной бригадой.

## 1848 год в Руане

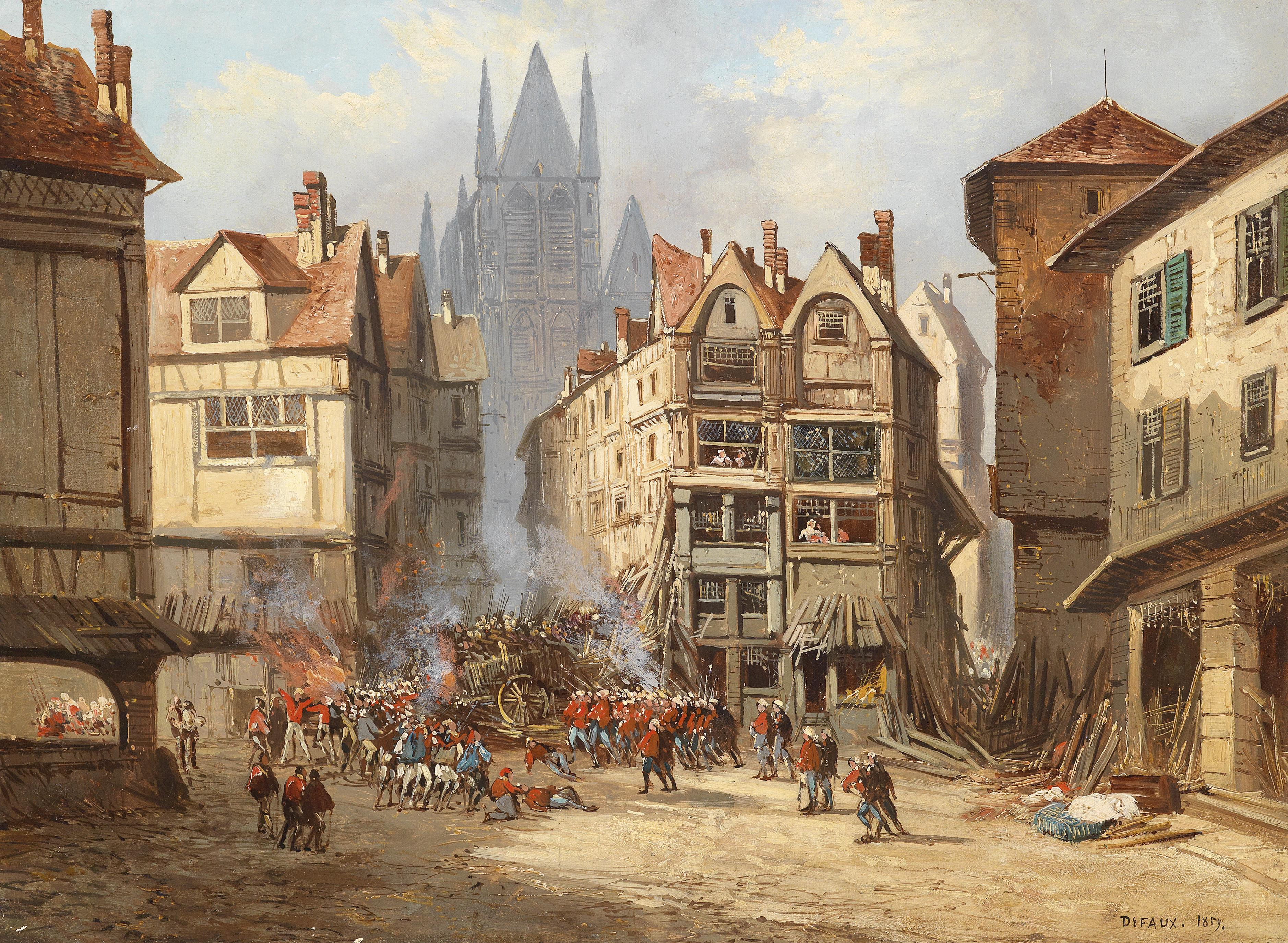
Уличный бой в Руэне, работа художника Alexandre Defaux, 1859.

По возвращении во Францию, Жерар был назначен командующим департамента Нижняя Сена (Приморская Сена).
К этому времени он был награждён греческим Орденом Спасителя, бельгийским Орденом Леопольда, стал командором Ордена Почётного легиона.
Во время французской революции 1848 года, по выражению его биографов, он вмешался чтобы положить конец беспорядкам в Руане. Действия генерала Жерара приветствовали консервативные круги, но были строго осуждены журналисткой республиканкой Д'Агу, Мари, писавшей под псевдонимом Daniel Stern :

## Последующие годы
Жерар вышел в отставку 2 февраля 1852 года и был зачислен в резерв 26 декабря.
Он состоял в браке с 1823 года, но не имел детей.
Он закончил свою жизнь в своём замке des Ormes в Saint-Avit-les-Guespières, Эр и Луар. Предупреждённый своим врачом, что смерть близка, он заранее организовал свои похороны, написал военному коменданту департамента, чтобы узнать какие войска будут присутствовать и пригласил свою семью и друзей присутствовать на его «чрезвычайном помазании», добавив: «Друзья мои, я хотел показать вам как умирает христианин». Он умер 23 декабря 1856 года.
Жерар не имел наследников и в своём завещании предусмотрел создание и функционирование на его деньги школы для девочек и больницы.
Согласно некрологу в газете L’Espérance, в Нанси, Жерар командовал гарнизоном в Sens на момент возвращения Наполеона с Эльбы в 1815 году. Жерар сдержал присягу данную им Бурбонам и безуспешно пытался преградить дорогу императору; но его солдаты сплотились вокруг Наполеона, который приветствовал «храброго защитника Суасона»; согласно этому некрологу, Жерар заявил что несмотря на своё восхищение императором, он будет придерживаться своей присяги и присоединится к армии Наполеона только в случае вторжения на французскую территорию, что вскоре и произошло. Согласно некрологу газеты L’Espérance, в отличие от офицеров своего времени, Жерар ненавидел дуэль и считал её наказуемым преступлением.